# Ulrich von Württemberg (Kleriker)

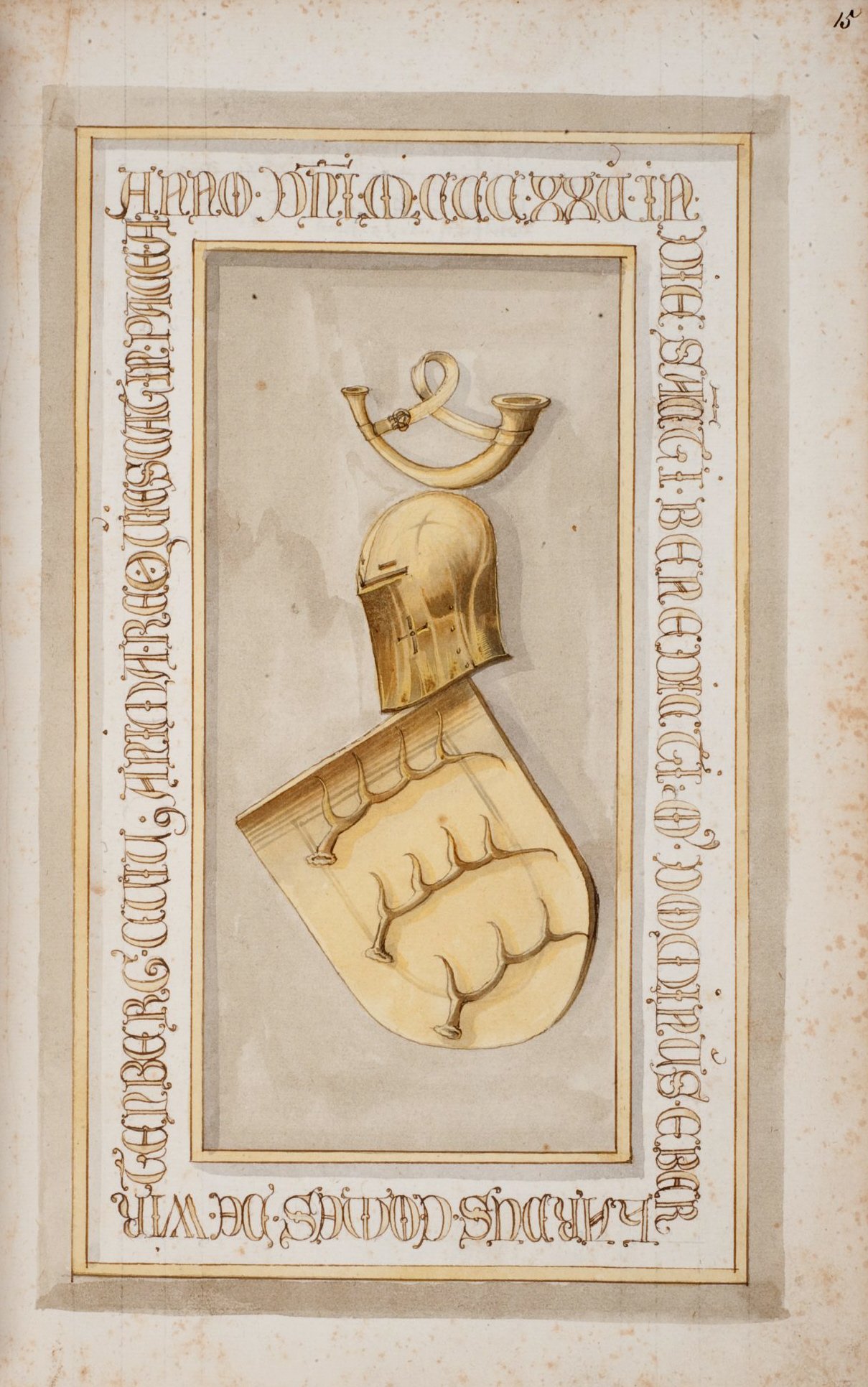
Grabplatte des Vaters, mit Familienwappen

Ulrich von Württemberg (* im 13. Jahrhundert; † 8. März 1348 in Speyer) war ein Graf von Württemberg und Domherr in Speyer sowie Propst dreier Stifte.

## Familie
Er entstammte dem hochadeligen Geschlecht der Württemberger und wurde geboren als unehelicher Sohn des regierenden Grafen Eberhard I., dessen Mutter Agnes von Schlesien-Liegnitz die Urenkelin der heiligen Hedwig von Andechs war. Sein Halbbruder Ulrich III. regierte als Nachfolger des Vaters die Grafschaft Württemberg.

## Leben

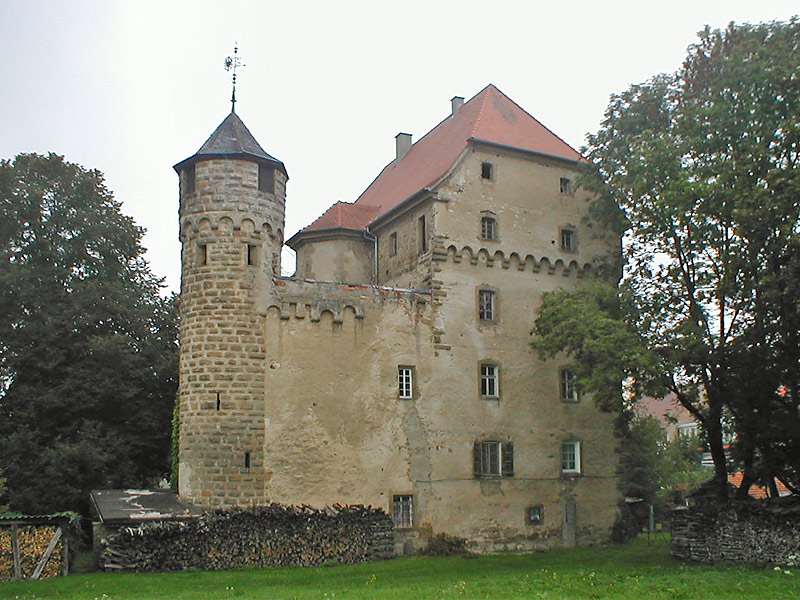
Burg Grombach, Lehensbesitz des Domherren Ulrich von Württemberg

Ulrich von Württemberg, auch genannt Ulrich der Kirchherr oder Ulrich von Höfingen, wurde Geistlicher und erscheint bereits 1323 urkundlich als Domherr in Speyer, am 2. Juni 1332 als Speyerer Domkapitular und Propst von St. Cyriakus in Bad Boll.  Am 1. September des Jahres wählte man ihn einstimmig zum Propst des St. Martinsstiftes zu Sindelfingen, 1334 bekleidete er dieses Amt auch am Stift St. Guido in Speyer. Am 23. November 1347 wird er als Kantor des Speyerer Domes genannt. Zur Belohnung seiner treuen Dienste für das Bistum Speyer bestätigte ihm Bischof Gerhard von Ehrenberg als Lehnsherr am 21. Februar 1337 den lebenslangen Besitz von Grombach und Burg Grombach.
Der Graf starb am 8. März 1348 in Speyer und ist unter diesem Tag mit einem Jahrgedächtnis im jüngeren Seelbuch des Domes eingetragen.